# Jules Verne
Jules Gabriel Verne (/vɜːrn/; tiếng Pháp: [ʒyl gabʁijɛl vɛʁn]; 8 tháng 2 năm 1828 – 24 tháng 3 năm 1905) là một tiểu thuyết gia, nhà soạn kịch và nhà thơ Pháp. Sự kết hợp của ông với nhà biên tập Pierre-Jules Hetzel đã dẫn đến sự ra đời của Những chuyến du hành kỳ thú, một bộ truyện bao gồm những cuốn tiểu thuyết bán chạy như Hành trình vào tâm Trái đất (1864), Hai vạn dặm dưới đáy biển (1870), và Vòng quanh thế giới trong 80 ngày (1872). Các cuốn tiểu thuyết của ông luôn được ghi chép đầy đủ, thường lấy bối cảnh vào thế kỉ 19, và có ghi lại những tiến bộ công nghệ của thời đó.

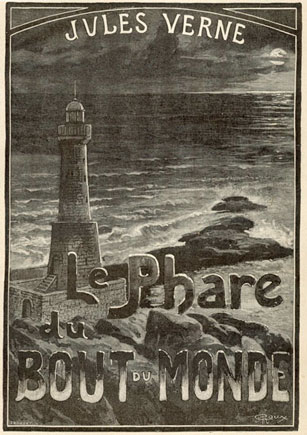
Ngọn hải đăng ở nơi tận cùng thế giới được coi là một trong những tiểu thuyết hay nhất trong giai đoạn văn học của Verne.

Ngoài tiểu thuyết, ông còn soạn kịch, viết truyện ngắn, tự truyện, làm thơ, sáng tác nhạc, và cũng có những nghiên cứu khoa học, nghệ thuật và văn học. Các tác phẩm của ông đã được chuyển thể sang các loại hình nghệ thuật khác, như phim ảnh, truyện tranh, sân khấu, âm nhạc, và trò chơi video.
Verne được coi là một trong những tác giả quan trọng nhất của Pháp và phần lớn châu Âu, nơi ông có ảnh hưởng rộng rãi tới văn học avant-garde và siêu thực. Danh tiếng của ông lại có khác biệt lớn ở các nước nói tiếng Anh, nơi ông thường được coi là nhà văn viết tác phẩm văn học thông tục và truyện thiếu nhi, phẩn lớn vì các bản dịch tiểu thuyết của ông thường được rút gọn và thay đổi nhiều.
Jules Verne là tác giả có tác phẩm được dịch nhiều thứ hai trên thế giới kể từ năm 1979, xếp dưới Agatha Christie và trên William Shakespeare. Ông đôi khi được gọi là "cha đẻ của khoa học viễn tưởng", đây cũng là danh hiệu dành cho H. G. Wells và Hugo Gernsback.

## Đầu đời
Jules Verne sinh năm 1828 tại thành phố Nantes, Pháp. Verne là anh cả trong số năm người con của ông Pierre Verne, một luật sư và bà Sophie Allote de la Fuÿe Verne, con gái của một gia đình tư sản chuyên làm chủ tàu buôn. Ông có bốn người em là Paul (sinh năm 1829), Anna (1836), Mathilde (1839) và Marie (1842). Jules trải qua thời niên thiếu tại nhà với bố mẹ tại thành phố cảng náo nhiệt Nantes. Vào mùa hè, cả nhà sống ở căn nhà miền quê ở miền ngoại ô thành phố, bên bờ Sông Loire. Cảnh thuyền bè đi lại tấp nập đã gợi mở cho Jules Verne một trí tưởng tượng phong phú như ông đã ghi lại trong truyện ngắn "Souvenirs d'enfance et de jeunesse" (Kỷ niệm thời niên thiếu).
Lên 9 tuổi, Jules và em trai Paul được gửi vào Trường dòng Saint-Donatien dành cho thiếu niên ở Nantes. Một trong những thầy giáo của ông tại đây là Brutus de Villeroi, người sau này nổi tiếng với việc chế tạo chiếc tàu ngầm đầu tiên của Hải quân Hoa Kỳ.
Năm 11 tuổi, ông đã bí mật giấu cha mẹ thuê một chỗ trên một thuyền buồm 3 tầng để đi tới Ấn Độ khám phá nhưng bị cha bắt lại. Sau lần đó, tuy không tìm trốn khỏi nhà nữa, nhưng lòng đam mê khám phá thế giới vẫn âm ỉ trong ông.
Năm 1840, gia đình Vernes lại chuyển đến một căn hộ lớn ở số 6 Rue Jean-Jacques-Rousseau, nơi đứa con út của gia đình, Marie, chào đời năm 1842. [13] Cùng năm đó, Verne vào một trường tôn giáo khác  Petit Séminaire de Saint-Donatien, với tư cách là một sinh viên giáo dân. Cuốn tiểu thuyết chưa hoàn thành của ông Un prêtre en 1839 ( Một linh mục năm 1839 ), được viết khi ông còn ở tuổi thiếu niên và là tác phẩm văn xuôi sớm nhất của ông còn tồn tại,  mô tả chủng viện bằng những thuật ngữ miệt thị.  Từ năm 1844 đến năm 1846, Verne và anh trai theo học tại Lycée Royal (nay là Lycée Georges-Clemenceau ) ở Nantes. Sau khi học xong các lớp hùng biện và triết học, ông thi tú tài tạiRennes và nhận được điểm "Đủ tốt" vào ngày 29 tháng 7 năm 1846.
Đến năm 1847, khi Verne 19 tuổi, ông đã nghiêm túc viết các tác phẩm dài theo phong cách của Victor Hugo , bắt đầu Un prêtre en 1839 và hoàn thành hai vở bi kịch thơ, Alexandre VI và La Conspiration des poudres ( Âm mưu thuốc súng ).  Tuy nhiên, cha anh cho rằng Verne, là con trai đầu lòng của gia đình, sẽ không cố gắng kiếm tiền bằng văn chương mà thay vào đó sẽ kế thừa công việc hành nghề luật sư của gia đình.
Năm 1847, cha của Verne gửi ông đến Paris, chủ yếu để bắt đầu học trường luật , và thứ hai (theo truyền thuyết của gia đình) để tạm thời tách ông khỏi Nantes.  Em họ Caroline của ông, người mà ông yêu, đã kết hôn vào ngày 27 tháng 4 năm 1847, với Émile Dezaunay, một người đàn ông 40 tuổi, người mà bà sẽ có 5 người con.
Sau một thời gian ngắn ở Paris, nơi anh đã vượt qua kỳ thi luật năm thứ nhất, Verne trở lại Nantes để nhờ cha anh giúp chuẩn bị cho năm thứ hai. (Sinh viên luật tỉnh thời đó bắt buộc phải đến Paris để thi.)  Khi ở Nantes, anh gặp Rose Herminie Arnaud Grossetière, một phụ nữ trẻ hơn anh một tuổi, và yêu cô say đắm. Anh ấy đã viết và dành khoảng ba mươi bài thơ cho cô ấy, bao gồm cả La Fille de l'air ( Con gái của không khí ), mô tả cô ấy là "tóc vàng và mê hoặc / có cánh và trong suốt".  Niềm đam mê của anh ấy dường như đã được đáp lại, ít nhất là trong một thời gian ngắn, nhưng cha mẹ của Grossetière không hài lòng với ý tưởng con gái họ kết hôn với một sinh viên trẻ có tương lai không chắc chắn. Thay vào đó, họ gả cô cho Armand Terrien de la Haye, một chủ đất giàu có hơn cô mười tuổi, vào ngày 19 tháng 7 năm 1848.
Cuộc hôn nhân đột ngột khiến Verne vô cùng thất vọng. Anh ta đã viết một bức thư ảo giác cho mẹ mình, dường như được sáng tác trong trạng thái nửa say nửa mê, trong đó lấy cớ là một giấc mơ, anh ta đã mô tả sự khốn khổ của mình.  Mối tình được đáp lại nhưng bị hủy bỏ này dường như đã đánh dấu vĩnh viễn tác giả và tác phẩm của ông, và các tiểu thuyết của ông bao gồm một số lượng đáng kể các phụ nữ trẻ kết hôn trái với ý muốn của họ (Gérande trong Master Zacharius (1854), Sava trong Mathias Sandorf (1885) , Ellen in A Floating City (1871), v.v.), đến mức học giả Christian Chelebourg đã gán chủ đề lặp đi lặp lại cho một "khu phức hợp Herminie". Vụ việc cũng khiến Verne mang trong mình mối hận thù với nơi sinh ra mình và xã hội Nantes, điều mà ông đã chỉ trích trong bài thơ La sixième ville de France (Thành phố thứ sáu của nước Pháp).

### Học ở Paris
Vào tháng 7 năm 1848, Verne rời Nantes một lần nữa để đến Paris, nơi cha ông dự định ông sẽ học xong luật và theo nghề luật. Ông được cha cho phép thuê một căn hộ đầy đủ tiện nghi tại 24 Rue de l'Ancienne-Comédie, nơi ông ở chung với Édouard Bonamy, một sinh viên khác gốc Nantes.  (Trong chuyến thăm Paris năm 1847, Verne đã ở tại 2 Rue Thérèse, nhà của dì Charuel, trên Butte Saint-Roch).
Verne đến Paris trong thời kỳ có biến động chính trị: Cách mạng Pháp năm 1848 . Vào tháng 2, Louis Philippe I bị lật đổ và bỏ trốn; vào ngày 24 tháng 2, chính phủ lâm thời của Đệ nhị Cộng hòa Pháp lên nắm quyền, nhưng các cuộc biểu tình chính trị vẫn tiếp diễn và căng thẳng xã hội vẫn còn. Vào tháng 6, các chướng ngại vật được dựng lên ở Paris và chính phủ đã cử Louis-Eugène Cavaignac đến để dẹp tan cuộc nổi dậy. Verne vào thành phố ngay trước cuộc bầu cử Louis-Napoléon Bonaparte làm tổng thống đầu tiên của nền Cộng hòa, một tình trạng sẽ kéo dài cho đến cuộc đảo chính của Pháp năm 1851. Trong một lá thư gửi cho gia đình, Verne đã mô tả tình trạng bị bắn phá của thành phố sau cuộc nổi dậy Những ngày tháng Sáu gần đây nhưng đảm bảo với họ rằng lễ kỷ niệm Ngày Bastille đã trôi qua mà không có bất kỳ xung đột đáng kể nào.
Verne đã sử dụng các mối quan hệ gia đình của mình để gia nhập xã hội Paris. Cạu của ông là Francisque de Chatêaubourg đã giới thiệu ông vào các tiệm văn học, và Verne đặc biệt lui tới những tiệm của Mme de Barrère, một người bạn của mẹ ông. Trong khi tiếp tục học luật, Verne nuôi dưỡng niềm đam mê của mình với sân khấu, viết nhiều vở kịch. Verne sau này nhớ lại: "Tôi chịu ảnh hưởng rất lớn của Victor Hugo , quả thực, rất hào hứng khi đọc đi đọc lại các tác phẩm của ông. Lúc đó tôi có thể thuộc lòng cả trang Nhà thờ Đức Bà Paris, đó là tác phẩm đầy kịch tính của ông, việc này ảnh hưởng đến tôi nhiều nhất." Một nguồn kích thích sáng tạo khác đến từ một người hàng xóm: sống cùng tầng trong khu chung cư Rue de l'Ancienne-Comédie là một nhà soạn nhạc trẻ, Aristide Hignard , người mà Verne nhanh chóng trở thành bạn tốt, và Verne đã viết lời cho một số sáng tác của Hignand.
Trong thời kỳ này, những bức thư của Verne gửi cho cha mẹ chủ yếu tập trung vào các khoản chi tiêu và về một loạt cơn đau bụng dữ dội đột ngột xuất hiện. (Các học giả hiện đại đã đưa ra giả thuyết rằng ông bị viêm đại tràng. Verne tin rằng căn bệnh này được di truyền từ mẹ ông) Tin đồn về sự bùng phát của dịch tả vào tháng 3 năm 1849 càng làm trầm trọng thêm những lo ngại về y tế này.  Tuy nhiên, một vấn đề sức khỏe khác xảy ra vào năm 1851 khi Verne bị liệt mặt lần đầu tiên trong bốn lần . Những cuộc tấn công này, chứ không phải là tâm lý, là do viêm tai giữa , mặc dù Verne vẫn chưa biết nguyên nhân này trong suốt cuộc đời của mình.
Cùng năm đó, Verne được yêu cầu nhập ngũ vào quân đội Pháp, nhưng ông là người phản chiến. Ông viết cho cha mình: "Cha thân yêu, cha hẳn đã biết con nghĩ gì về cuộc sống quân ngũ, và về những người giúp việc gia đình mặc áo lính này. ... Cha phải từ bỏ mọi phẩm giá để thực hiện những chức năng như vậy."  Tình cảm phản chiến mạnh mẽ của Verne, trước sự thất vọng của cha ông, sẽ vẫn kiên định trong suốt cuộc đời ông.
Mặc dù viết rất nhiều và thường xuyên lui tới các tiệm, Verne vẫn siêng năng theo đuổi việc học luật của mình và tốt nghiệp ngành luật vào tháng 1 năm 1851.

### Ra mắt văn học
Nhờ những lần đến thăm các thẩm mỹ viện, Verne đã tiếp xúc với Alexandre Dumas vào năm 1849 thông qua sự quen biết chung của một nhà trị liệu học nổi tiếng thời bấy giờ, Chevalier d'Arpentigny.  Verne trở thành bạn thân với con trai của Dumas, Alexandre Dumas fils , và cho anh ta xem bản thảo của vở hài kịch sân khấu, Les Pailles rompues ( Những chiếc ống hút bị hỏng ). Hai chàng trai trẻ đã cùng nhau sửa lại vở kịch, và Dumas, thông qua sự sắp xếp với cha mình, đã sản xuất vở kịch này cho Nhà hát Opera -National tại Nhà hát Lịch sử ở Paris, khai mạc vào ngày 12 tháng 6 năm 1850.
Năm 1851, Verne gặp một nhà văn đồng nghiệp từ Nantes, Pierre-Michel-François Chevalier (được gọi là "Pitre-Chevalier"), tổng biên tập tạp chí Musée des familles ( Bảo tàng Gia đình ).  Pitre-Chevalier đang tìm kiếm các bài báo về địa lý, lịch sử, khoa học và công nghệ, đồng thời muốn đảm bảo rằng thành phần giáo dục sẽ được tiếp cận với lượng lớn độc giả phổ thông bằng cách sử dụng phong cách văn xuôi đơn giản hoặc một câu chuyện hư cấu hấp dẫn. Verne, với niềm yêu thích nghiên cứu siêng năng, đặc biệt là về địa lý, là một điều tự nhiên đối với công việc.  Lần đầu tiên Verne mời ông viết một câu chuyện phiêu lưu lịch sử ngắn , The First Ships of the Mexico Navy, được viết theo phong cách của James Fenimore Cooper , người có những tiểu thuyết đã ảnh hưởng sâu sắc đến ông.  Pitre-Chevalier xuất bản nó vào tháng 7 năm 1851, và cùng năm đó xuất bản truyện ngắn thứ hai của Verne, A Voyage in a Balloon (Chuyến du ngoạn bằng khinh khí cầu) (tháng 8 năm 1851). Câu chuyện thứ hai, với sự kết hợp của câu chuyện phiêu lưu, chủ đề du lịch và nghiên cứu lịch sử chi tiết, sau này được Verne mô tả là "dấu hiệu đầu tiên của dòng tiểu thuyết mà tôi đã định theo đuổi".
Các bộ phim của Dumas đã giúp Verne tiếp xúc với Jules Seveste, một đạo diễn sân khấu, người đã đảm nhận vị trí giám đốc của Nhà hát Lịch sử và đổi tên nó thành Nhà hát Lyrique . Seveste đề nghị Verne làm thư ký của nhà hát, với mức lương ít hoặc không kèm theo.  Verne đã chấp nhận, sử dụng cơ hội để viết và sản xuất một số vở opera truyện tranh được viết với sự cộng tác của Hignard và nghệ sĩ hát bội nổi tiếng Michel Carré .  Để kỷ niệm việc làm của mình tại Théâtre Lyrique, Verne đã cùng với mười người bạn thành lập câu lạc bộ ăn uống dành cho cử nhân, Onze -sans-femme ( Mười một cử nhân ).
Trong một thời gian, cha của Verne đã ép anh từ bỏ việc viết lách và bắt đầu kinh doanh với tư cách là một luật sư. Tuy nhiên, Verne lập luận trong các bức thư của mình rằng ông chỉ có thể tìm thấy thành công trong văn học.  Áp lực lên kế hoạch cho một tương lai an toàn trong ngành luật lên đến đỉnh điểm vào tháng 1 năm 1852, khi cha ông đề nghị Verne hành nghề luật sư ở Nantes của riêng mình.  Đối mặt với tối hậu thư này, Verne dứt khoát quyết định tiếp tục cuộc đời văn chương của mình và từ chối công việc, viết: "Tôi không đúng khi làm theo bản năng của mình sao? Chính vì tôi biết mình là ai nên một ngày nào đó tôi nhận ra mình có thể trở thành gì ."
Trong khi đó, Verne dành nhiều thời gian tại Bibliothèque nationale de France , tiến hành nghiên cứu các câu chuyện của mình và nuôi dưỡng niềm đam mê khoa học và những khám phá gần đây, đặc biệt là về địa lý . Chính trong thời kỳ này, Verne đã gặp nhà địa lý và nhà thám hiểm lừng danh Jacques Arago , người vẫn tiếp tục đi du lịch khắp nơi mặc dù bị mù (ông mất thị lực hoàn toàn vào năm 1837). Hai người đàn ông trở thành bạn tốt của nhau, và những lời kể sáng tạo và hóm hỉnh của Arago về những chuyến du hành của ông đã đưa Verne đến với một thể loại văn học mới đang phát triển: đó là viết về du ký .
Năm 1852, hai tác phẩm mới của Verne xuất hiện trong Musée des familles : Martin Paz , một tiểu thuyết lấy bối cảnh ở Lima , được Verne viết vào năm 1851 và xuất bản từ ngày 10 tháng 7 đến ngày 11 tháng 8 năm 1852, và Les Châteaux en Californie, ou, Pierre qui roule n 'amasse pas mousse ( The Castles in California, or, A Rolling Stone Gathers No Moss ), một bộ phim hài một màn đầy rẫy những kẻ lừa đảo kỳ quặc .  Vào tháng 4 và tháng 5 năm 1854, tạp chí xuất bản truyện ngắn Bậc thầy Zacharius của Verne , một tác phẩm giả tưởng giống như Hoffmann của ETA lên án gay gắt sự kiêu ngạo và tham vọng khoa học, ngay sau đó là A Winter Amid the Ice , một câu chuyện phiêu lưu vùng cực có chủ đề gần giống với nhiều tiểu thuyết của Verne.  Bảo tàng cũng xuất bản một số bài báo khoa học phổ thông phi hư cấu , mặc dù không được ký tên, nhưng thường được cho là của Verne.  Công việc của Verne cho tạp chí bị cắt ngắn vào năm 1856 khi ông cãi cọ nghiêm trọng với Pitre-Chevalier và từ chối tiếp tục đóng góp (ông vẫn từ chối cho đến năm 1863, khi Pitre-Chevalier qua đời, và tạp chí chuyển sang vai trò biên tập viên mới ).
Trong khi viết truyện và báo cho Pitre-Chevalier, Verne bắt đầu hình thành ý tưởng phát minh ra một loại tiểu thuyết mới, "Roman de la Science" ("tiểu thuyết khoa học"), cho phép ông kết hợp một lượng lớn thông tin thực tế. thông tin mà anh ấy rất thích nghiên cứu trong Bibliothèque. Anh ấy được cho là đã thảo luận về dự án với Alexandre Dumas, người đã thử điều gì đó tương tự với một cuốn tiểu thuyết chưa hoàn thành, Isaac Laquedem , và người đã nhiệt tình khuyến khích dự án của Verne.
Vào cuối năm 1854, một đợt bùng phát dịch tả khác đã dẫn đến cái chết của Jules Seveste, chủ của Verne tại Théâtre Lyrique và sau đó là một người bạn tốt của Verne.  Mặc dù hợp đồng của anh ấy chỉ giữ anh ấy thêm một năm phục vụ, Verne vẫn kết nối với nhà hát trong vài năm sau cái chết của Seveste, chứng kiến các tác phẩm bổ sung thành hiện thực.  Ông cũng tiếp tục viết kịch và hài kịch ca nhạc, phần lớn không được trình diễn.

## Sự nghiệp

### Ra mắt văn học
Nhờ những lần đến thăm các thẩm mỹ viện, Verne đã tiếp xúc với Alexandre Dumas vào năm 1849 thông qua sự quen biết chung của một nhà trị liệu học nổi tiếng thời bấy giờ, Chevalier d'Arpentigny.  Verne trở thành bạn thân với con trai của Dumas, Alexandre Dumas fils , và cho anh ta xem bản thảo của vở hài kịch sân khấu, Les Pailles rompues ( Những chiếc ống hút bị hỏng ). Hai chàng trai trẻ đã cùng nhau sửa lại vở kịch, và Dumas, thông qua sự sắp xếp với cha mình, đã sản xuất vở kịch này cho Nhà hát Opera -National tại Nhà hát Lịch sử ở Paris, khai mạc vào ngày 12 tháng 6 năm 1850.
Năm 1851, Verne gặp một nhà văn đồng nghiệp từ Nantes, Pierre-Michel-François Chevalier (được gọi là "Pitre-Chevalier"), tổng biên tập tạp chí Musée des familles ( Bảo tàng Gia đình ).  Pitre-Chevalier đang tìm kiếm các bài báo về địa lý, lịch sử, khoa học và công nghệ, đồng thời muốn đảm bảo rằng thành phần giáo dục sẽ được tiếp cận với lượng lớn độc giả phổ thông bằng cách sử dụng phong cách văn xuôi đơn giản hoặc một câu chuyện hư cấu hấp dẫn. Verne, với niềm yêu thích nghiên cứu siêng năng, đặc biệt là về địa lý, là một điều tự nhiên đối với công việc.  Lần đầu tiên Verne mời ông viết một câu chuyện phiêu lưu lịch sử ngắn , The First Ships of the Mexico Navy, được viết theo phong cách của James Fenimore Cooper , người có những tiểu thuyết đã ảnh hưởng sâu sắc đến ông.  Pitre-Chevalier xuất bản nó vào tháng 7 năm 1851, và cùng năm đó xuất bản truyện ngắn thứ hai của Verne, A Voyage in a Balloon (Chuyến du ngoạn bằng khinh khí cầu) (tháng 8 năm 1851). Câu chuyện thứ hai, với sự kết hợp của câu chuyện phiêu lưu, chủ đề du lịch và nghiên cứu lịch sử chi tiết, sau này được Verne mô tả là "dấu hiệu đầu tiên của dòng tiểu thuyết mà tôi đã định theo đuổi".
Các bộ phim của Dumas đã giúp Verne tiếp xúc với Jules Seveste, một đạo diễn sân khấu, người đã đảm nhận vị trí giám đốc của Nhà hát Lịch sử và đổi tên nó thành Nhà hát Lyrique . Seveste đề nghị Verne làm thư ký của nhà hát, với mức lương ít hoặc không kèm theo.  Verne đã chấp nhận, sử dụng cơ hội để viết và sản xuất một số vở opera truyện tranh được viết với sự cộng tác của Hignard và nghệ sĩ hát bội nổi tiếng Michel Carré .  Để kỷ niệm việc làm của mình tại Théâtre Lyrique, Verne đã cùng với mười người bạn thành lập câu lạc bộ ăn uống dành cho cử nhân, Onze -sans-femme ( Mười một cử nhân ).
Trong một thời gian, cha của Verne đã ép anh từ bỏ việc viết lách và bắt đầu kinh doanh với tư cách là một luật sư. Tuy nhiên, Verne lập luận trong các bức thư của mình rằng ông chỉ có thể tìm thấy thành công trong văn học.  Áp lực lên kế hoạch cho một tương lai an toàn trong ngành luật lên đến đỉnh điểm vào tháng 1 năm 1852, khi cha ông đề nghị Verne hành nghề luật sư ở Nantes của riêng mình.  Đối mặt với tối hậu thư này, Verne dứt khoát quyết định tiếp tục cuộc đời văn chương của mình và từ chối công việc, viết: "Tôi không đúng khi làm theo bản năng của mình sao? Chính vì tôi biết mình là ai nên một ngày nào đó tôi nhận ra mình có thể trở thành gì ."
Trong khi đó, Verne dành nhiều thời gian tại Bibliothèque nationale de France , tiến hành nghiên cứu các câu chuyện của mình và nuôi dưỡng niềm đam mê khoa học và những khám phá gần đây, đặc biệt là về địa lý . Chính trong thời kỳ này, Verne đã gặp nhà địa lý và nhà thám hiểm lừng danh Jacques Arago , người vẫn tiếp tục đi du lịch khắp nơi mặc dù bị mù (ông mất thị lực hoàn toàn vào năm 1837). Hai người đàn ông trở thành bạn tốt của nhau, và những lời kể sáng tạo và hóm hỉnh của Arago về những chuyến du hành của ông đã đưa Verne đến với một thể loại văn học mới đang phát triển: đó là viết về du ký .
Năm 1852, hai tác phẩm mới của Verne xuất hiện trong Musée des familles : Martin Paz , một tiểu thuyết lấy bối cảnh ở Lima , được Verne viết vào năm 1851 và xuất bản từ ngày 10 tháng 7 đến ngày 11 tháng 8 năm 1852, và Les Châteaux en Californie, ou, Pierre qui roule n 'amasse pas mousse ( The Castles in California, or, A Rolling Stone Gathers No Moss ), một bộ phim hài một màn đầy rẫy những kẻ lừa đảo kỳ quặc .  Vào tháng 4 và tháng 5 năm 1854, tạp chí xuất bản truyện ngắn Bậc thầy Zacharius của Verne , một tác phẩm giả tưởng giống như Hoffmann của ETA lên án gay gắt sự kiêu ngạo và tham vọng khoa học, ngay sau đó là A Winter Amid the Ice , một câu chuyện phiêu lưu vùng cực có chủ đề gần giống với nhiều tiểu thuyết của Verne.  Bảo tàng cũng xuất bản một số bài báo khoa học phổ thông phi hư cấu , mặc dù không được ký tên, nhưng thường được cho là của Verne.  Công việc của Verne cho tạp chí bị cắt ngắn vào năm 1856 khi ông cãi cọ nghiêm trọng với Pitre-Chevalier và từ chối tiếp tục đóng góp (ông vẫn từ chối cho đến năm 1863, khi Pitre-Chevalier qua đời, và tạp chí chuyển sang vai trò biên tập viên mới ).
Trong khi viết truyện và báo cho Pitre-Chevalier, Verne bắt đầu hình thành ý tưởng phát minh ra một loại tiểu thuyết mới, "Roman de la Science" ("tiểu thuyết khoa học"), cho phép ông kết hợp một lượng lớn thông tin thực tế. thông tin mà anh ấy rất thích nghiên cứu trong Bibliothèque. Anh ấy được cho là đã thảo luận về dự án với Alexandre Dumas, người đã thử điều gì đó tương tự với một cuốn tiểu thuyết chưa hoàn thành, Isaac Laquedem , và người đã nhiệt tình khuyến khích dự án của Verne.
Vào cuối năm 1854, một đợt bùng phát dịch tả khác đã dẫn đến cái chết của Jules Seveste, chủ của Verne tại Théâtre Lyrique và sau đó là một người bạn tốt của Verne.  Mặc dù hợp đồng của anh ấy chỉ giữ anh ấy thêm một năm phục vụ, Verne vẫn kết nối với nhà hát trong vài năm sau cái chết của Seveste, chứng kiến các tác phẩm bổ sung thành hiện thực.  Ông cũng tiếp tục viết kịch và hài kịch ca nhạc, phần lớn không được trình diễn.
Trong thời gian này, ông may mắn được gặp hai nhà văn tên tuổi của văn học Pháp thời kỳ đó là Alexandre Dumas và Victor Hugo. Năm 1850, Dumas - tác giả của "Ba chàng lính ngự lâm", đã đồng ý dựng vở kịch Les Pailles rompues (Những cọng rơm gầy) do Jules Verne viết trong nhà hát của ông, vở kịch đã kéo dài được chừng 12 buổi diễn. Với thành công bước đầu này, Jules Verne bắt đầu tập trung vào lĩnh vực nghệ thuật và từ bỏ việc trở thành một luật sư như cha mình. Khi ông Pierre biết được điều đó, Jules Verne đã lập tức bị cắt tiền trợ cấp và ông phải kiếm sống bằng nghề môi giới chứng khoán trong khi tiếp tục đến thư viện để tìm hiểu về khoa học và các phát minh, khám phá đương thời, lĩnh vực mà ông cũng rất yêu thích.
Jules Verne bắt đầu xuất bản các tác phẩm đầu tiên trên tờ Le Musée des familles (Bảo tàng gia đình), đó là các truyện ngắn Les Premiers navires de la marine mexicaine (Những chiếc tàu đầu tiên của hải quân Mehico) và Un Drame dans les airs (Một bi kịch trong không trung) vào năm 1851. Năm 1852, Jules Verne được vào làm tại nhà hát Théâtre-lyrique, tại đây ông đã tham gia sáng tác phần lời cho nhiều tác phẩm sân khấu như Martin Paz, Maître Zacharius, Un Hivernage dans les glaces, Les Châteaux en Californie, trong đó đáng chú ý nhất là phần lời vở nhạc kịch (operatta) Colin-Maillard viết chung với Michel Carré.
Năm 1856, Jules Verne gặp người vợ tương lai của mình, bà Honorine de Viane Morel, người vợ góa 26 tuổi của ông Fraysne de Viane và đã có hai con. Họ cưới nhau vào ngày 10 tháng 1 năm 1857 và đến năm 1861 thì đứa con duy nhất của hai người, Michel Verne ra đời.

### "Những chuyến du hành kỳ thú"

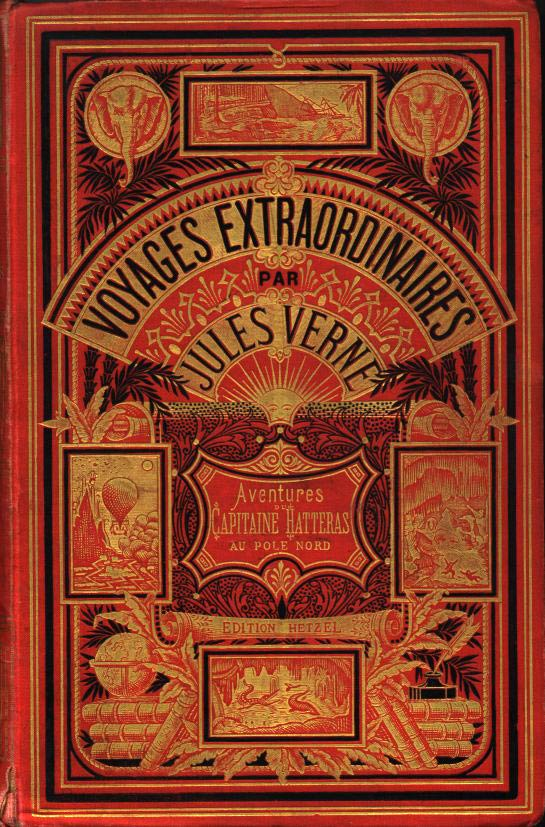
Bìa cuốn Những chuyến thám hiểm của thuyền trưởng Hatteras ở Bắc Cực của nhà xuất bản Hetzel

Năm 1862, Jules Verne gặp nhà xuất bản Pierre-Jules Hetzel, một trong những nhân vật quan trọng nhất của ngành xuất bản Pháp thế kỉ 19, người đã từng phát hành các tác phẩm của Victor Hugo, Georges Sand và Erckmann-Chatrian. Hai người đã nhanh chóng hình thành được sự cộng tác chặt chẽ và cực kì thành công cho đến khi Hetzel qua đời.
Tiểu thuyết đầu tiên của Jules Verne được in tại Hetzel là Cinq semaines en ballon (Năm tuần trên khinh khí cầu) (1863). Là một tác phẩm đã từng bị từ chối bởi nhiều nhà phát hành khác khi cho rằng nó quá "khoa học", Năm tuần trên khinh khí cầu đã cực kì thành công và tiếng vang của nó đã vượt ra khỏi nước Pháp. Sau thắng lợi đầu tiên, Jules Verne quyết định ký với Pierre Hetzel một hợp đồng 20 năm sáng tác các tiểu thuyết cho tờ le Magasin d'éducation et de récréation (Tạp chí giáo dục và giải trí) chuyên dành cho giới trẻ. Trong vòng 40 năm, Jules Verne đã sáng tác cho loạt tiểu thuyết Voyages extraordinaires (Những chuyến du hành kỳ thú) trên tạp chí này và sau đó in thành sách tổng cộng 54 tác phẩm, trong đó thành công nhất có lẽ là các tác phẩm Voyage au centre de la Terre (Chuyến đi vào tâm Trái Đất) (1864), De la Terre à la Lune (Từ Trái Đất lên Mặt Trăng) (1865), Vingt mille lieues sous les mers (Hai vạn dặm dưới đáy biển) (1869) và Le tour du monde en quatre-vingts jours (Tám mươi ngày vòng quanh Thế giới) (1872). Năm 1863, ông còn viết tác phẩm Paris au XXe siècle (Paris thế kỷ 20) về một thanh niên sống trong một thế giới của những tòa nhà chọc trời bằng kính, những chiếc tàu hỏa siêu tốc và ô tô chạy bằng khí đốt nhưng vẫn không tìm thấy hạnh phúc và cuối cùng phải tìm đến một kết cục bi thảm. Hetzel nghĩ rằng tác phẩm này quá bi quan và có thể hủy hoại sự nghiệp đang thành công rực rỡ của Jules Verne, vì vậy ông đã đề nghị Jules chỉ phát hành nó sau 20 năm. Tuy vậy bản thảo của tác phẩm mãi đến năm 1989 mới được chắt của Jules Verne tìm thấy Paris au XXe siècle chỉ được xuất bản năm 1994, hơn một thế kỉ sau khi nó ra đời.
Năm 1864, Jules Verne từ bỏ hoàn toàn công việc môi giới chứng khoán và cho ra đời hai tiểu thuyết Les Aventures du capitaine Hatteras (Những cuộc phiêu lưu của thuyền trưởng Hatteras) và Voyage au centre de la Terre. Ngày 16 tháng 3 năm 1867, cùng với em trai Paul Verne, Jules rời cảng Great Eastern ở Liverpool bắt đầu chuyến du hành bằng thuyền buồm đến Mỹ, chuyến đi này sau đó đã được ông mô tả trong cuốn tiểu thuyết Une ville flottante (Thành phố nổi) (1870). Năm 1868 Jules Verne mua chiếc Saint-Michel, một chiếc tàu đánh cá cũ, và thường xuyên làm việc trên con thuyền này, sau đó Saint-Michel được thay thế bằng Saint-Michel II và Saint-Michel III. Trong Chiến tranh Pháp - Đức (1870), Jules Verne cũng được gọi nhập ngũ, tuy nhiên ông vẫn không ngừng công việc sáng tác của mình. Năm 1872, Jules Verne chuyển đến sống ở vùng Amiens, quê vợ ông, và cho xuất bản tiểu thuyết nổi tiếng Le Tour du monde en quatre-vingts jours. Jules Verne cũng rất hay thực hiện những chuyến đi trên những chiếc Saint-Michel của ông, từ tháng 6 đến tháng 8 năm 1878, Jules Verne đi từ Lisboa đến Alger, sau đó là chuyến đi dài qua Scotland, Na Uy, Ireland năm 1880 và chuyến du hành trên biển Địa Trung Hải cùng vợ năm 1884.
Năm 1870, ông được tặng thưởng huân chương Bắc đẩu bội tinh (Légion d'honneur). Nhờ những tác phẩm thành công liên tiếp, Verne trở nên rất giàu có và nổi tiếng, tác phẩm của ông không chỉ phổ biến ở nước Pháp mà còn được dịch và phát hành rộng rãi ở nhiều nước trên Thế giới.

### Cái chết và các ấn phẩm di cảo
Sau cái chết của Hetzel và sau đó là người mẹ yêu quý năm 1887, Jules Verne bắt đầu viết viết các tác phẩm mang màu sắc u ám hơn. Năm 1888, Jules Verne được bầu làm Ủy viên hội đồng vùng Amiens trong danh sách những người cánh hữu. Ông làm việc trong vị trí này suốt 15 năm. Năm 1903, Jules Verne trở thành chủ tịch hội những người truyền bá Quốc tế ngữ vùng Amiens. Rất muốn đưa thứ tiếng quốc tế này đến giới trẻ, ông đã hứa sẽ viết một cuốn tiểu thuyết bằng tiếng esperanto. Tuy nhiên Jules Verne đã mất trước khi kịp hoàn thành tâm nguyện này, phần bản thảo của tiểu thuyết dở dang này đã được con trai ông, Michel, dùng trong tác phẩm L'Étonnante Aventure de la mission Barsac của anh này nhưng không hề đả động tới Quốc tế ngữ. Mãi về sau người ta mới biết tên dự định của cuốn tiểu thuyết bằng tiếng esperanto này là Voyage d'étude. Trong tác phẩm này tiếng esperanto chiếm vị trí trung tâm, một nhân vật chính của tiểu thuyết đã nói: "Quốc tế ngữ chắc chắn là phương tiện truyền bá văn minh nhanh nhất... Thứ tiếng chung của loài người đã mất đi trong truyền thuyết Tháp Babel chỉ có thể tìm lại bằng việc sử dụng Quốc tế ngữ".
Vào ngày 24 tháng 3 năm 1905, trong khi bị bệnh tiểu đường mãn tính và biến chứng do đột quỵ làm liệt nửa người bên phải, Verne qua đời tại nhà riêng ở Amiens, 44 Boulevard Longueville (nay là Boulevard Jules-Verne). Con trai ông, Michel Verne, giám sát việc xuất bản tiểu thuyết Cuộc xâm lược của biển và Ngọn hải đăng ở nơi tận cùng thế giới sau cái chết của Jules. Bộ truyện Những chuyến đi phi thường tiếp tục trong vài năm sau đó với cùng tốc độ hai tập một năm. Sau đó, người ta phát hiện ra rằng Michel Verne đã thực hiện những thay đổi lớn trong những câu chuyện này, và các phiên bản gốc cuối cùng đã được xuất bản vào cuối thế kỷ 20 bởi Hội Jules Verne (Société Jules Verne). Năm 1919, Michel Verne xuất bản The Barsac Mission (tiếng Pháp : L'Étonnante Aventure de la Mission Barsac), trong đó các bản thảo ban đầu có đề cập đến Esperanto,một ngôn ngữ mà cha ông rất quan tâm.
Năm 1989, chắt của Verne phát hiện ra cuốn tiểu thuyết vẫn chưa được xuất bản Paris in the Twentieth Century của tổ tiên ông , cuốn tiểu thuyết này sau đó đã được xuất bản vào năm 1994.

## Đánh giá

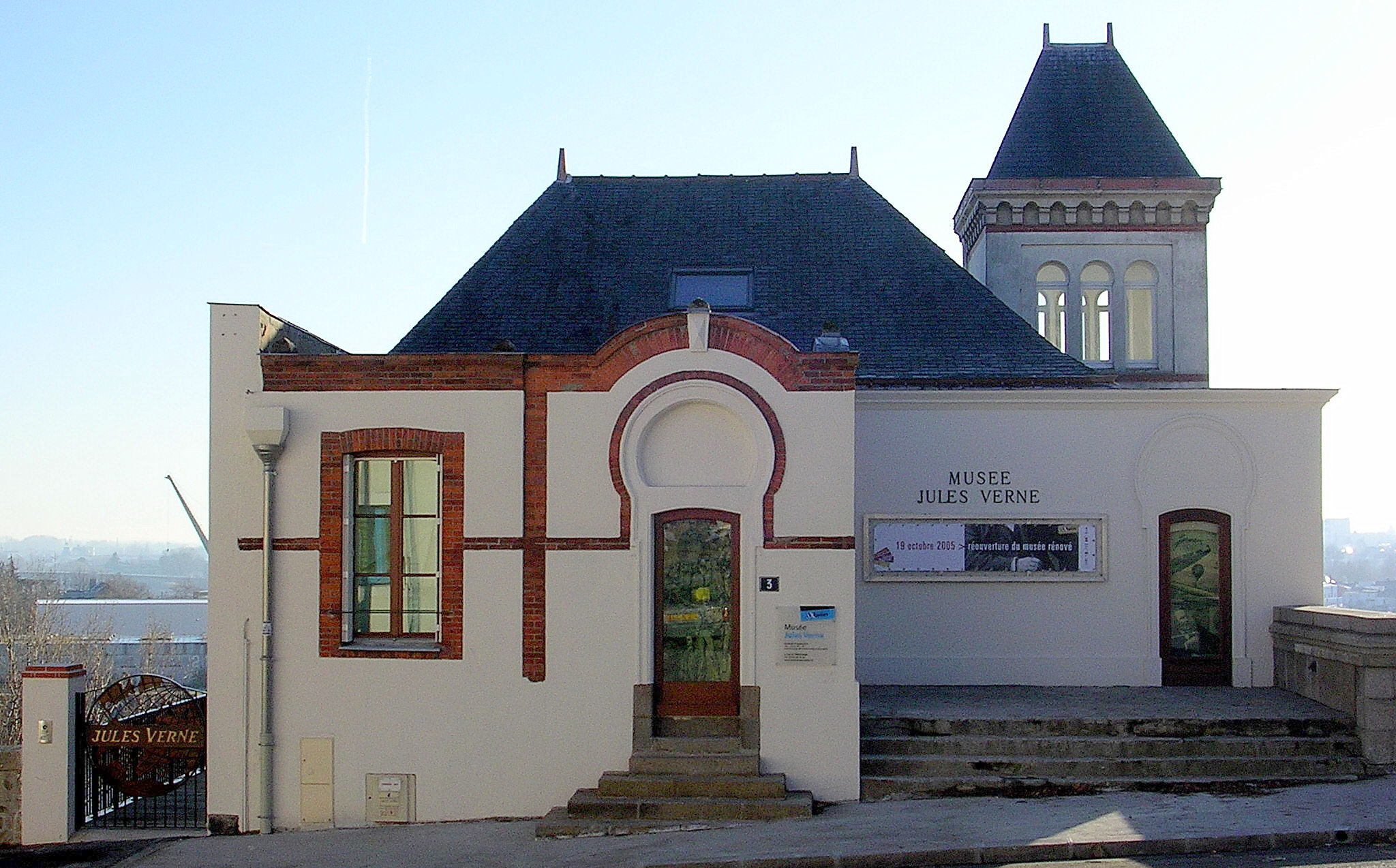
Bảo tàng Jules Verne ở Nantes

Các tiểu thuyết của Jules Verne được đánh giá rất cao với những tiên đoán của ông về cuộc sống hiện đại và các thành tựu khoa học kỹ thuật. Một ví dụ tiêu biểu là tiểu thuyết Paris au XXe siècle đã phác họa một cuộc sống rất gần với cuộc sống của những năm cuối thế kỉ 20 với hệ thống điều hòa, ô tô, internet, truyền hình... Hay như trong tác phẩm nổi tiếng Từ Trái Đất lên Mặt Trăng, chuyến thám hiểm lên Mặt Trăng mà Jules Verne miêu tả đã trùng hợp một cách kì lạ với chuyến du hành ba người đáp xuống Mặt Trăng của Chương trình Apollo. Cho đến đầu thế kỉ 21, nhiều tiên đoán của ông vẫn chưa trở thành hiện thực như cuộc phiêu lưu vào lòng Trái Đất của con người hay những thành phố dưới đại dương. Vì vậy Jules Verne luôn được coi là một trong những "Cha đẻ" và là nhà văn xuất sắc nhất của thể loại Khoa học viễn tưởng này.
Những tác phẩm của Jules Verne còn chịu ảnh hưởng của nhà xuất bản và là người biên tập các tác phẩm của Verne, ông Pierre Hetzel. Hetzel đã từ chối in ít nhất là một tiểu thuyết của Verne (cuốn Paris au XXe siècle) và đề nghị nhà văn đưa vào các tác phẩm sự chủ nghĩa lạc quan đối với những phát minh khoa học và công nghệ của loài người. Bản thân Verne thực ra không hoàn toàn ủng hộ cho những tiến bộ về mặt khoa học và xã hội này, vì ông cho rằng nó sẽ làm cho cuộc sống con người trở nên phức tạp và buồn chán, người đọc có thể thấy điều này qua những tác phẩm ở giai đoạn đầu sự nghiệp của Jules Verne và ở giai đoạn sau cái chết của Hetzel. Một ví dụ là ở phần kết của tác phẩm L'Île mystérieuse (Hòn đảo bí ẩn), ban đầu Jules Verne dự định sẽ cho những người sống sót quay trở về đất liền nhưng sẽ luôn tưởng nhớ về cuộc sống ở hòn đảo, trong khi đó Hetzel lại đề nghị cho các nhân vật chính sẽ quay trở về sống hạnh phúc, vì vậy kết truyện trong bản in chính thức là những người trở về dùng của cải của họ để xây dựng một bản sao của hòn đảo.
Rất nhiều nhân vật trong các tác phẩm của Jules Verne đã vượt ra khỏi tiểu thuyết và trở thành những biểu tượng văn hóa như Thuyền trưởng Nemo trong Hai vạn dặm dưới đáy biển hay Phileas Fogg trong Tám mươi ngày vòng quanh Thế giới. Các tiểu thuyết của Jules Verne đã được dịch ra rất nhiều thứ tiếng trên Thế giới và cũng được chuyển thể nhiều lần thành các tác phẩm điện ảnh hoặc sân khấu.

## Các tác phẩm
Sau khi Jules Verne qua đời, rất nhiều tiểu thuyết mới của ông vẫn được tiếp tục xuất bản bởi người con trai Michel Verne, người có trách nhiệm quản lý số lượng bản thảo khổng lồ của nhà văn Jules Verne

### Tiểu thuyết đã xuất bản

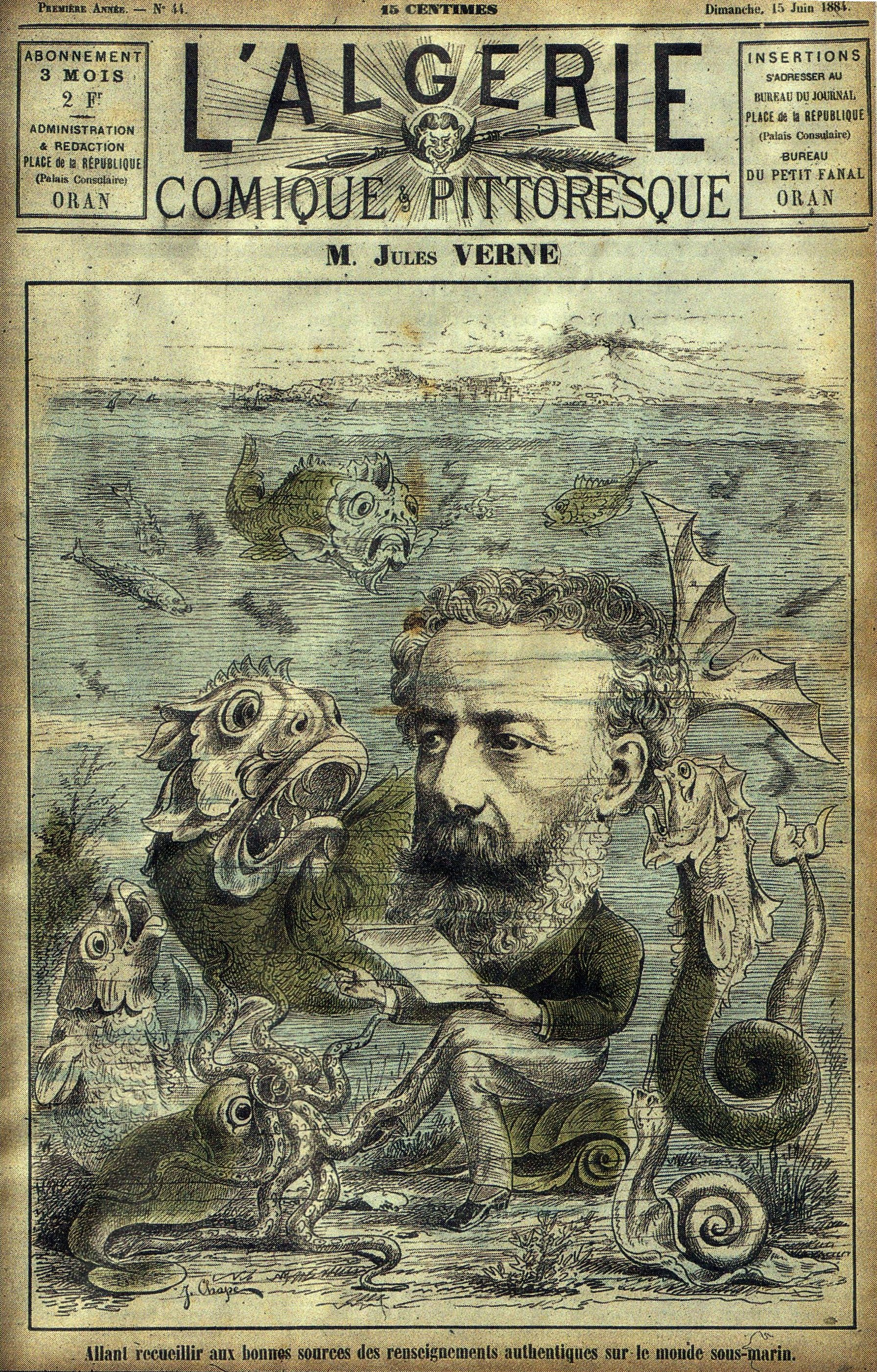
Minh họa Jules Verne và một số con quái vật trong tác phẩm Hai vạn dặm dưới đáy biển của ông
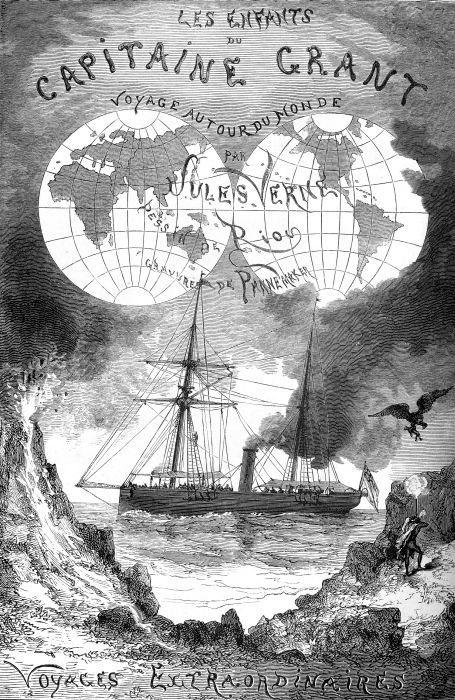
Bìa cuốn Những đứa con của thuyền trưởng Grant của Jules Verne

| Năm sáng tác | Tên gốc (tiếng Pháp)                                                  | Bản dịch tiếng Việt | Ghi chú về xuất bản, người dịch |
| ------------ | --------------------------------------------------------------------- | --- | --- |
| 1851         | Un drame au Mexique                                                   | | |
| 1855         | Un hivernage dans les glaces                                          | | |
| 1859         | Voyage à reculons en Angleterre et en Écosse                          | | |
| 1861         | Joyeuses misères de trois voyageurs en Scandinavie                    | | Xuất bản lần đầu năm 2003 |
| 1862         | Le Comte de Chanteleine                                               | | |
| 1863         | Cinq semaines en ballon                                               | Năm tuần trên khinh khí cầu Năm tuần lễ trên khí cầu                                                                                   | Trần Tú-Quốc Khánh, 2007 ..., 1992 |
| 1863         | Paris au XXe siècle                                                   | Paris thế kỷ 20 | Xuất bản lần đầu năm 1991 |
| 1864         | Les Aventures du capitaine Hatteras                                   | Những cuộc phiêu lưu của thuyền trưởng Hatteras                                                                                        | Xuất bản từ năm 1864 đến 1867 |
| 1864         | Voyage au centre de la Terre                                          | Du hành vào lòng địa cầu Cuộc thám hiểm trong lòng đất Hành trình vào lòng đất Cuộc thám hiểm vào lòng đất Hành trình vào tâm Trái Đất | Lê Quang Nghĩa, 1972 Phan Nhuận, 1987 Hoàng Hải và Trương Đình Nguyên, 1996 Trần Ngọc Thanh và Giang Hà Vỵ, 2000 Phương Quỳnh và Trần Tú, 2007 |
| 1865         | De la Terre à la Lune                                                 | Từ Trái Đất đến Mặt Trăng Hành trình từ Trái Đất lên Mặt Trăng Cuộc hành trình 97 giờ                                                  | Thanh Yên dịch, NXB Văn học 2017 Duy Lập dịch, NXB Văn hóa Thông tin 2006 Duy Lập dịch, NXB Thanh Niên 1989                                    |
| 1865         | Les forceurs de blocus                                                | | |
| 1866         | Les Enfants du capitaine Grant                                        | Những đứa con của thuyền trưởng Grant Cuộc tìm kiếm những thủy thủ bị mất tích                                                         | Phạm Hậu dịch, 1985 Bông Mai dịch, 2006. |
| 1869         | Vingt mille lieues sous les mers                                      | Hai vạn dặm dưới biển 20.000 dặm dưới đáy biển                                                                                         | Lê Anh, 1976 Nguyễn Quân, trước 1975 |
| 1869         | Autour de la Lune                                                     | Bay quanh Mặt Trăng Lên Cung trăng | Nguyễn Thành Thống, 1988 Trúc Đỳnh, 1944 |
| 1870         | L'Oncle Robinson                                                      | | Xuất bản năm 1991 |
| 1870         | Le Chancellor                                                         | | Xuất bản từ năm 1870 đến 1874 |
| 1870         | Aventures de trois Russes et de trois Anglais dans l'Afrique australe | Những cuộc phiêu lưu của ba người Nga và ba người Anh ở Nam Phi                                                                        | |
| 1871         | Une ville flottante                                                   | | |
| 1871         | Le Pays des fourrures                                                 | Đất nước của những tấm da | Vũ Anh Việt dịch, NXB Văn học 2012 |
| 1873         | Le Tour du monde en quatre-vingts jours                               | Vòng quanh thế giới trong 80 ngày Vòng quanh thế giới 80 ngày                                                                          | Duy Lập, 1985 Hà Mai Anh, 1957 |
| 1873         | L'Île mystérieuse                                                     | Hòn đảo bí mật Hòn đảo huyền bí Bí mật đảo Lincoln                                                                                     | Lê Văn Trí-Lê Quang Nghĩa, 1972 Ngô Quang Kiệt, Vũ Sữu, Nguyễn Văn Diễm dịch (3 tập), 1987 Phạm Hậu, 1988                                      |
| 1874         | Martin Paz                                                            | | |
| 1874         | Hector Servadac                                                       | | Xuất bản từ năm 1874 đến 1876 |
| 1876         | Michel Strogoff                                                       | Tình yêu qua 6 nghìn dặm | Vũ Liêm, 1995 |
| 1876         | Les Indes noiresf                                                     | Phiêu lưu vào mỏ than Aberfoyle | Xuất bản từ năm 1876 đến 1877 |
| 1877         | Un capitaine de quinze ans                                            | Thuyền trưởng 15 tuổi Thuyền trưởng tuổi 15                                                                                            | Hà Mai Anh, 1969 Giang Hà Vỵ và Hoài Giang, 1988 /Xuất bản từ năm 1877 đến 1878                                                                |
| 1878         | Les Tribulations d'un chinois en Chine                                | | |
| 1879         | La Maison à vapeur                                                    | | |
| 1879         | Les Cinq Cents Millions de la Bégum                                   | | |
| 1879         | Les révoltés de la Bounty                                             | | |
| 1880         | La Jangada                                                            | 800 Dặm Trên Sông Amazon Tám trăm dặm trên sông Amazon                                                                                 | Mạnh Tuấn dịch, NXB Thời Đại 2011 |
| 1881         | L'École des Robinsons                                                 | | |
| 1881         | Le Rayon vert                                                         | Tia sáng xanh | |
| 1882         | Kéraban-le-Têtu                                                       | | |
| 1883         | Archipel en feu                                                       | Khảo cổ trên lửa | |
| 1883         | L'Étoile du sud                                                       | Ngọc phương Nam | Bảo Chấn dịch, NXB Hội nhà văn 2013 |
| 1883         | Mathias Sandorf                                                       | Mathias Sandorf | Xuất bản từ năm 1883 đến 1884 |
| 1884         | L'Épave du Cynthia                                                    | Chú bé thoát nạn đắm tàu | Viết cùng André Laurie, Phạm Hậu dịch, 1985 |
| 1885         | Robur le conquérant                                                   | Robur kẻ xâm lăng | |
| 1885         | Un billet de loterie                                                  | Tấm vé số Người về từ biển | Đức Huy, NXB Kim Đồng 1989 NXB Kim Đồng 1983                                                                                                   |
| 1885         | Nord contre Sud                                                       | | Xuất bản từ 1885 đến 1886 |
| 1885         | Le Chemin de France                                                   | Chuyến bay đến Pháp | |
| 1886         | Deux ans de vacances                                                  | Hai năm trên hoang đảo | Đinh Khắc Phách, 2017 Xuất bản từ năm 1886 đến 1887                                                                                            |
| 1887         | Famille-sans-nom                                                      | | Xuất bản từ năm 1887 đến 1888 |
| 1888         | Sans dessus dessous                                                   | Phi vụ mua Bắc Cực | |
| 1889         | Le Château des Carpates                                               | Bí mật Lâu đài Các-pát | Hoàng Thị Nguyệt dịch, Nhà xuất bản Hải Phòng, 1984                                                                                            |
| 1889         | César Cascabel                                                        | Xêda Caxcaben | NXB Kim Đồng, 1999 |
| 1890         | Mistress Branican                                                     | | |
| 1891         | Claudius Bombarnac                                                    | | |
| 1891         | P'tit-Bonhomme                                                        | | |
| 1891         | La Journée d'un journaliste américain en 2889                         | | |
| 1892         | Mirifiques aventures de maître Antifer                                | | |
| 1893         | L'Île à hélice                                                        | Đảo xoắn ốc | |
| 1893         | Un drame en Livonie                                                   | | |
| 1894         | Le Superbe Orénoque                                                   | Dòng sông tráng lệ | Hà Mai Anh, 1975 |
| 1894         | Face au drapeau                                                       | | |
| 1895         | Clovis Dardentor                                                      | | |
| 1895         | Le Sphinx des glaces                                                  | Nhân sư trên băng | |
| 1896         | Le Village aérien                                                     | Ngôi làng trên ngọn cây | Xuất bản năm 1901 với tên La Grande Forêt |
| 1896         | Seconde patrie                                                        | | |
| 1897         | Le Testament d'un excentrique                                         | | |
| 1897         | En Magellanie                                                         | Những kẻ sống sót của Jonathan | Michel Verne đã sửa lại bản thảo và xuất bản với tên Les Naufragés "Jonathan"                                                                  |
| 1898         | Le Secret de Wilhelm Storitz                                          | Thuật Tàng Hình của Vi-Liêm Một lễ cưới khác thường                                                                                    | Hà Mai Anh dịch Bạch Lan dịch, NXB Trẻ 1988 |
| 1898         | La Chasse au météore                                                  | Đuổi theo thiên thạch vàng | |
| 1898         | Les Frères Kip                                                        | | |
| 1899         | Les Histoires de Jean-Marie Cabidoulin                                | | |
| 1899         | Bourses de voyage                                                     | | |
| 1899         | Le Volcan d'or                                                        | | Xuất bản lần đầu năm 1989 |
| 1901         | Le Beau Danube jaune                                                  | | |
| 1901         | Le Phare du bout du monde                                             | Cây đèn biển nơi tận cùng thế giới Ngọn hải đăng nơi cuối trời                                                                         | Bạch Văn Minh dịch, 1987. Phan Nam dịch, NXB Trẻ 2003                                                                                          |
| 1901         | Le Pilote du Danube                                                   | Người hoa tiêu trên sông Danube Người đàn bà trên tàu                                                                                  | Trần Thanh Phong, NXB Văn nghệ Tp.HCM 1989 Ngô Tự Lập dịch, Nhà xuất bản Quân đội nhân dân, 1994                                               |
| 1902         | Maître du Monde                                                       | Chúa tể thế giới | Xuất bản từ năm 1902 đến năm 1903 |
| 1905         | L'Invasion de la mer                                                  | Xâm chiếm biển khơi | |
|              | L'Étonnante Aventure de la Mission Barsac                             | Cuộc Phiêu Lưu Kỳ Lạ Của Đoàn Barsac                                                                                                   | Nguyễn Thượng Khôi dịch, NXB Trẻ 1988 |

### Kịch
- 1850, Les Pailles rompues (Những cọng rơm gầy)

### Tập truyện ngắn
- 1874, Le Docteur Ox
- 1910, Hier et demain
- 1910, L'éternel Adam

### Truyện cổ tích
- 1854, Maître Zacharius ou l'horloger qui avait perdu son âme